# 线囊群瓦韦
线囊群瓦韦（学名：Lepisorus vittarioides）为水龙骨科瓦韦属下的一个种。

## 扩展阅读
- 維基物種上的相關：线囊群瓦韦